# Hidronio
En química, el ion hidronio  corresponde al catión H3O+(aq), aunque actualmente no está aceptado este nombre por la IUPAC. La forma de nombrarlo bien por la nomenclatura de sustitución sería oxidanio, y por la tradicional sería oxonio.

## Nomenclatura
En la nomenclatura de iones de la IUPAC, este catión debería de llamarse «oxidanio», y también se admite la nomenclatura tradicional de «oxonio» aunque «Hidroxonio» también puede usarse para referirse a este catión sin ambigüedades. Una propuesta preliminar de la IUPAC consiste en llamar «oxonio» o «oxidanio» para referirse a compuestos en el ámbito químico orgánico e inorgánico al respecto.

## Ácidos y acidez
El hidronio es el único catión molecular que se forma en el agua en presencia de cationes de hidrógeno H+. Estos cationes no se presentan libremente; son extremadamente reactivos y son solvatados inmediatamente por las moléculas del agua circundante. Generalmente, se llama ácido a cualquier compuesto que sea fuente de estos cationes; de todas formas, como el agua puede comportarse como un ácido (y también como una base, a este comportamiento se le denomina anfotérico), el hidronio se presenta incluso en agua pura al igual que el oxhidrilo, aunque ambos en concentraciones sumamente bajas. La concentración de iones hidronio en agua pura es de CH+ = 10–7 M. Estos iones se forman en el agua pura sin otras soluciones ácidas o básicas, mediante la reacción de dos moléculas de agua, según:
2 H2O → H3O+ + OH-
La constante de esta reacción es de Kw = 10–14 (constante conocida como producto iónico del agua).
Los iones, tanto hidronio como hidroxilo resultantes de esta reacción tienen una vida media muy corta, con la concentración indicada anteriormente.
El hidronio es muy ácido; a 25 °C, su pKa = –1,7. Es también la solución más ácida que puede existir en agua, asumiendo una cantidad suficiente de disolvente para darse la reacción. La acidez del hidronio es el estándar implícito a la hora de medir la acidez de otras especies: un ácido fuerte debe ser mucho mejor dador de hidronios que el agua pura, de otra forma una gran proporción del ácido existirá en disolución en un estado de no-ionización, como es el caso de los llamados ácidos débiles. Frente a los hidronios procedentes de la auto disociación del agua, los procedentes de los ácidos fuertes tienen una vida media larga y su concentración es elevada, comparable a la del ácido que los ha formado.
El pH de una disolución es la medida de la concentración de los protones; como los protones reaccionan con el agua para dar iones hidronio, se puede considerar el pH como la concentración de esta última especie.

## Solvatación
Aún no está claro totalmente la forma en que las moléculas de agua solvatan a los protones (H+), debido a las diferentes formas de solvatación existentes. Un estudio de la solvatación a la temperatura de congelación del agua dedujo que la hidratación media en agua fría viene a ser H3O+(H2O)6: como media, seis moléculas de agua solvatan un protón y estas  no son capaces a su vez de solvatar simultáneamente otra solución.

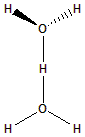
Estructura de Zundel para el protón solvatado

Algunas estructuras de solvatación son bastante grandes: el ion «mágico» H3O+(H2O)20 (llamado «mágico» debido a su mayor estabilidad frente a otras estructuras con un número comparable de moléculas) atraparía al protón dentro de una estructura dodecaédrica. Debido a la alta reactividad del protón, esto no impide que se encuentre asociado a otras soluciones dentro de esta estructura.

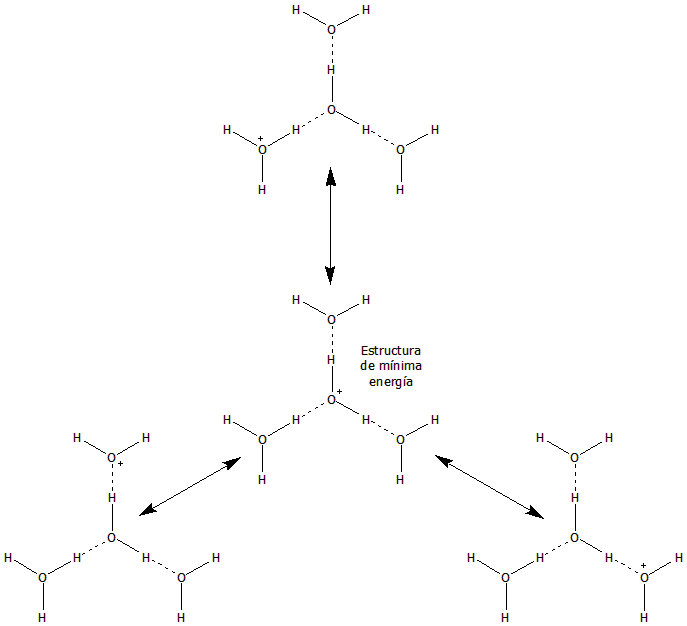
Estructura de Eigen para el protón solvatado

Otras dos estructuras muy conocidas y estudiadas son los cationes Zundel y Eigen. En la Eigen, el protón se sitúa dentro de un complejo H9O4+ donde está unido fuertemente a tres moléculas casi juntas mediante enlaces de puente de hidrógeno.
Zundel propone una estructura H5O2+, donde el protón se enlaza con igual fuerza a dos moléculas de agua. Artículos recientes indican que estas estructuras son unos modelos ideales y en la realidad tenemos cationes de solvatación híbridos y con características de algunos de ellos a la vez.

## Sales de hidronio sólidas
Para muchos ácidos fuertes, es posible cristalizar las sales de hidronio, siendo estas relativamente estables. sales se llaman en ocasiones monohidratos ácidos. En general, un ácido con una constante de ionización de 109 o mayor es capaz de formar este tipo de sales, mientras que aquellos ácidos con una constante de ionización menor son incapaces de hacerlo. Por ejemplo, el ácido clorhídrico tiene una Ka = 107, y sus mezclas con agua en cualquier proporción son siempre líquidas a temperatura ambiental. Sin embargo, el ácido perclórico tiene una Ka de 1010, y si mezclamos ácido perclórico anhidro con agua en una proporción molar de 1 a 1, se formarán sus sales de hidronio sólidas.